# Osov
Osov – wieś i gmina w Czechach, w powiecie Beroun, w kraju środkowoczeskim. Według danych z dnia 1 stycznia 2014 liczyła 343 mieszkańców.
We wsi jest przystanek kolejowy Osov.